# Wintdorf
Wintdorf, niedersorbisch Wintdorp, war eine Gemeinde auf dem Gebiet der heutigen Stadt Drebkau im Landkreis Spree-Neiße in Brandenburg, die 1926 nach Leuthen eingemeindet wurde. Diese neue Gemeinde trug zeitweise den Namen Leuthen-Wintdorf. Heute ist Wintdorf vollständig in den Ortsteil Leuthen aufgegangen.

## Lage
Wintdorf liegt in der Niederlausitz, etwa neun Kilometer südwestlich der Stadt Cottbus. Die ehemalige Gemeinde bildet den westlichen Siedlungskern von Leuthen. Weitere umliegende Dörfer sind Kolkwitz im Norden, der Kolkwitzer Ortsteil Hänchen im Nordosten, Laubst im Süden, Siewisch im Südwesten, Koschendorf im Westen sowie der wiederum zur Gemeinde Kolkwitz gehörende Ortsteil Kackrow im Nordwesten.
Wintdorf liegt an der Kreisstraße K7126, die Bundesstraße 169 verläuft etwa zwei Kilometer östlich der Ortslage. Wintdorf gehört zum amtlichen Siedlungsgebiet der Sorben/Wenden.

## Geschichte
Das Dorf Wintdorf wurde erstmals im Jahr 1463 als Wendorf urkundlich erwähnt. Der Ortsname beschreibt einen von Wenden bewohntes Dorf. Wintdorf war zunächst ein Vorwerk der Gemeinde Leuthen. Als solches war das Dorf im Besitz der Adelsfamilie von Muschwitz, bis diese 1945 enteignet wurde. Im Jahr 1595 wurde in Wintdorf ein Herrenhaus errichtet, das als Rittergut diente. Im 18. Jahrhundert wurde dieses um zwei Anbauten auf der Südseite erweitert. Am 21. Dezember 1969 wurde das Herrenhaus durch einen Brand zerstört, einige Mauerreste stehen heute noch.
Wintdorf war Teil der historischen Herrschaft Cottbus und lag somit in einer markbrandenburgischen und ab 1701 preußischen Exklave, die vom Kurfürstentum Sachsen umgeben war. Nach dem Tilsiter Frieden von 1807 kam das Dorf kurzzeitig zum Königreich Sachsen, nach den Beschlüssen des Wiener Kongresses wurde Wintdorf wieder preußisch. Bei der Kreisbildung von 1816 kam der Ort zum Landkreis Cottbus im Regierungsbezirk Frankfurt der Provinz Brandenburg.
Laut der Topographisch-statistischen Übersicht des Regierungsbezirks Frankfurt a. d. O. gab es in Wintdorf im Jahr 1844 37 Wohngebäude, der Ort hatte damals 255 Einwohner. Das Dorf war nach Leuthen eingepfarrt. Im Jahr 1867 hatte Wintdorf nur noch 164 Einwohner in 25 Gebäuden, für dieses Jahr sind im Ort eine Windmühle, eine Ziegelei, eine Schäferei und eine Häuslerstelle verzeichnet.
Wintdorf war früher ein sorbisches Dorf, was sich auch im Ortsnamen widerspiegelt. Arnošt Muka zählte für seine Statistik über die sorbischsprachige Bevölkerung der Lausitz in Wintdorf 150 Einwohner, davon waren 100 Einwohner Sorben (67 %) und 50 Deutsche. In der folgenden Zeit ging der Anteil der sorbischsprachigen Bevölkerung im Dorf stark zurück, Ernst Tschernik zählte 1956 in der gesamten Gemeinde Leuthen-Wintdorf bei 1018 Einwohnern nur einen einzigen Sorben.
Am 1. Januar 1926 wurde Wintdorf nach Leuthen eingemeindet, diese neue Gemeinde trug zunächst den Namen Leuthen-Wintdorf und wurde später wieder in Leuthen umbenannt. Nach dem Ende des Zweiten Weltkrieges wurde Wintdorf Teil der Sowjetischen Besatzungszone und später der DDR. Bei der Kreisreform am 25. Juli 1952 kam das Dorf an den Kreis Cottbus-Land im Bezirk Cottbus. Nach der Wende wurde der Kreis Cottbus-Land in Landkreis Cottbus umbenannt. Im Zuge der Kreisreform Brandenburg 1993 kam Wintdorf an den neu gegründeten Landkreis Spree-Neiße. Am 31. Dezember 2001 wurde die Gemeinde Leuthen mit Wintdorf in die Stadt Drebkau eingemeindet.

## Bevölkerungsentwicklung
| 1875 | 165 | 1910 | 128 |
| 1890 | 163 | 1925 | 139 |

## Nachweise
1. ↑  Reinhard E. Fischer: Die Ortsnamen der Länder Brandenburg und Berlin. Alter – Herkunft – Bedeutung. be.bra Wissenschaft, Berlin 2005, S. 183.
2. ↑  Topographisch-statistische Übersicht des Regierungsbezirks Frankfurt a. d. O. 1844, S. 46 (bsb-muenchen.de).
3. ↑  Statistisches Bureau der Königlichen Regierung zu Frankfurt a. O.: Topographisch-statistisches Handbuch des Regierungs-Bezirks Frankfurt a. O. Verlag von Gustav Harnecker u. Co., Frankfurt a. d. O. 1867, Online bei Google Books, S. 49
4. ↑  Arnošt Muka: Statistika łužiskich Serbow. Wobličenje a wopisanje., Budyšin 1884–1886, Online, S. 126
5. ↑  Ludwig Elle: Sprachenpolitik in der Lausitz. Domowina-Verlag, Bautzen 1995.
6. ↑  Wintdorf im Geschichtlichen Ortsverzeichnis. Abgerufen am 9. Juni 2018.
7. ↑  Historisches Gemeindeverzeichnis des Landes Brandenburg 1875 bis 2005. (PDF; 331 KB) Landkreis Spree-Neiße. Landesbetrieb für Datenverarbeitung und Statistik Land Brandenburg, Dezember 2006, abgerufen am 9. Juni 2018.